# تشينامي هاشيموتو
تشينامي هاشيموتو (باليابانية : 橋本 ちなみ تُنطق باليابانية : هاشيموتو تشينامي، ولدت في السابع عشر من شهر يوليو لعام 1992 ميلادي) تعد تشينامي ممثلة صوتية يابانية من مواليد محافظة ناغانو مُوقعة لصالح شركة VIMS للمواهب

## سيرة شخصية
أحبت تشينامي مجال التمثيل الصوتي منذ وقت مبكر
، أثناء مشاهدتها لحفل موسيقي دي جي تشارات . على الرغم من رفض والديها لذلك، جزئيًا على سبيل المرح، فقد التحقت بمدرسة التمثيل الصوتي التي تديرها وكالة VIMS للمواهب. وفي سن الثالثة والعشرون من عمرها ظهرت لأول مرة في كممثلة صوتية حيث أدت شخصية ميتسكي كانزاكي، الشخصية الرئيسية في الأنمي التلفزيوني الذي عرض في يناير 2014 مؤخرًا، أختي أصبحت غير طبيعية . 

## فيلموغرافيا

### قصص مصورة يابانية
2014
- مؤخراً ، أصبحت أختي غير طبيعية &nbsp;في دور ميتسكي كانزاكي [4]
- ثري أم المعدن الداكن فيفي شخصية ثانوية دور الفتاة ج
- نوزاكي-كون من مجلة الفتيات الشهرية في (الحلقة 8) في شخصية ثانوية دور طالبة
- ساموراي الفلامنكو في دور معجبة
- كذبتك في أبريل في (الحلقة 3) في شخصية ثانوية دور فتاة
- أرجيفولين في دور شيون كاورو [5]
- شيروباكو في دور زوجة إندو (الحلقات 5-6)
- شفرة رقص العناصر في دور ريشيا
- سيلكتور سبراد الويكسوس في دور طالبة (الحلقة 2) والحلقة 10
- فتاة الذئب والأمير الأسود في دور كانون ياماموتو

2015
- الثنائي المطلق في دور طالبة
- مدرسة لايف! (الحلقة 2) في دور طالبة
- شيمونيتا في دور مذيعة
- ماريا العذراء الساحرة بدور سوزان
- هل من الخطأ محاولة التقاط فتيات في زنزانة؟في دور ميشا فلوت
- موكب الموت في دور الصديقة ب
- تو لوف -رو داركنيس الموسم الثاني في دور الطالبة ب والفتاة أ
- مرحبا! ! كينريو موسايكس في دور الطالبة ب
- آريا الرصاصة القرمزية دبل أيه في دور يويو [6]
- صوت! يوفوتيوم في دور عضوة في الفرقة النحاسية (الحلقات 7، 9 و 10)
- مدرسة السجن مثل تشيو كوريهارا
- يورو يوري سان هاي! في دور شيهوكو أزوما (معلمة الرسم، الحلقة 3)

2016
- كيجو في دور راي ميكاوا
- ماهو جيرلز بريكيور! في دور إميلي
- موروسي مونونوكيان في دور شيزوكو
- لوستوريج استيقاظ الويكسوس في دور هومورا [7]

2018
- عمل ريو لم ينته أبدًا! في دور أيانو ساداتو [8]
- لوستريج خلط الويكسوس في دور سوزوكو هومورا

2019
- ماجيك جيرل سبيك -أوبس آسُكا في ساياكو هاتا [9]
- عباقرة المدرسة الثانوية يسهلون الأمر حتى في عالم آخر في دور روي.[10]

2021
- المسؤول التنفيذي اللطيف في دور ريا موتوهاشي [11]

### العاب إلكترونية
- كانكول كاي بدور يو إس إس آيوا
- جينكاي توكي: سبعة قراصنة بدور بورون
- غال غون: السلام المزدوج في دور مايا كاميزونو

- مجموعة كانتاي في دور أوسس إيوا وياماكازي
- فتاة المدرسة / صياد الزومبي بدور مايا هيميجي

- أزور لين في دور برنس أوف ويلز

## روابط خارجية
- الملف الشخصي للوكالة الرسمية باللغة اليابانية
- تشينامي هاشيموتو  في شبكة أخبار الأنمي